# گرانزی
شهر گرانزیدر ایالت برندنبورگ در کشور آلمان واقع شده‌است.

## نگارخانه

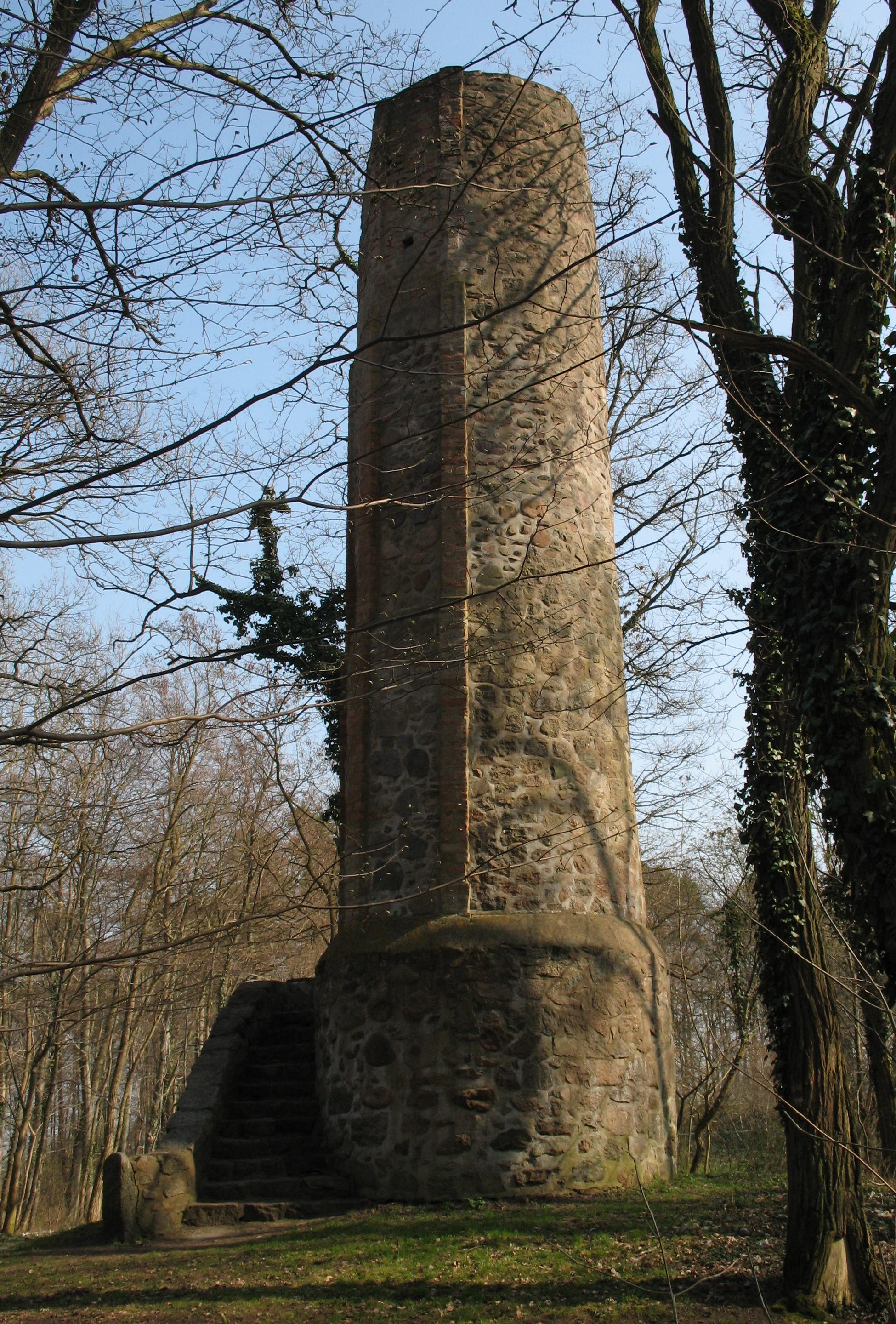
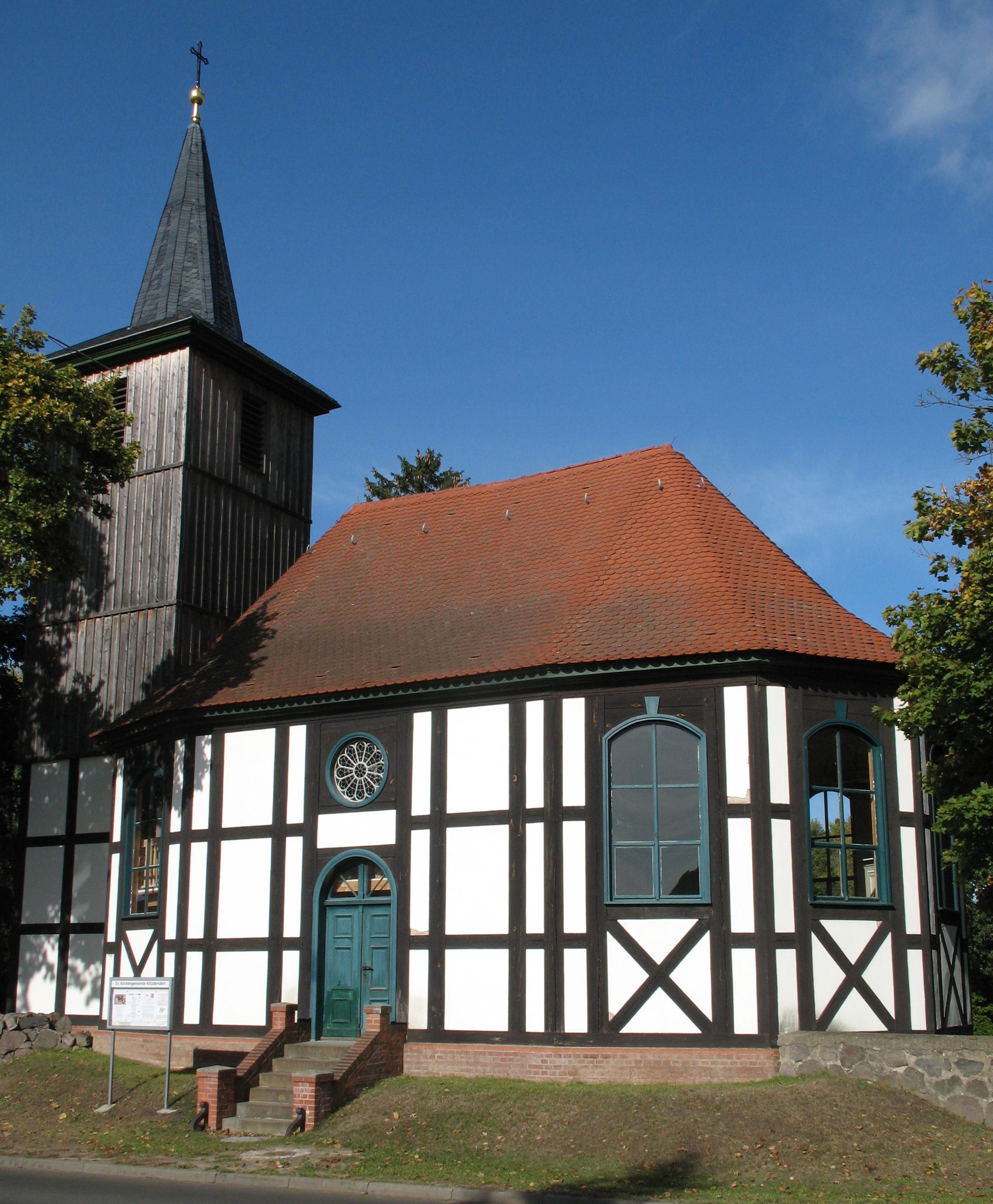
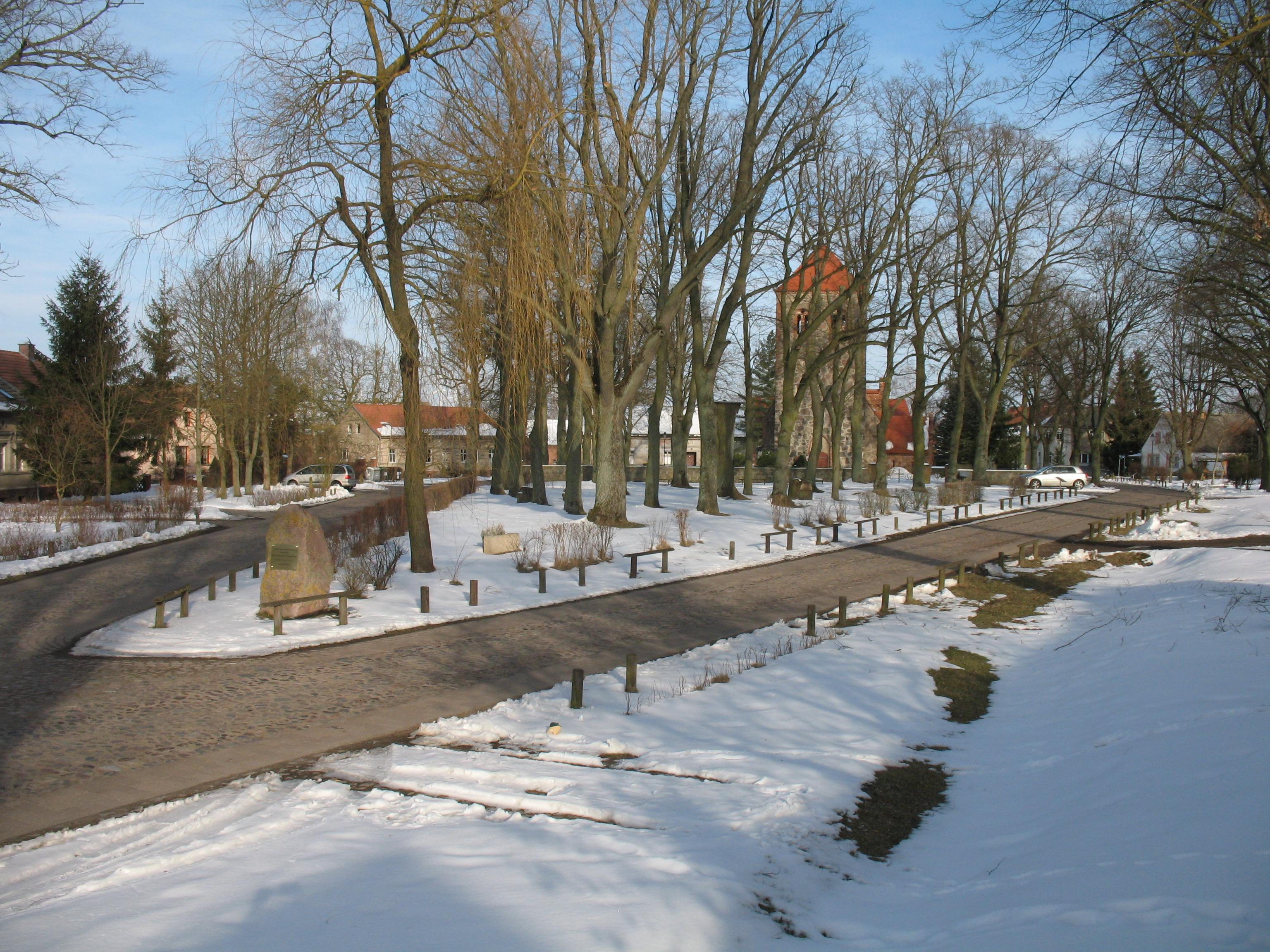